# 최진호 (래퍼)
최진호(2000년 12월 6일 ~)는 대한민국의 래퍼다. 2019년 싱글 [Emotion]으로 데뷔했다. 예명은 블루웨일이다.

## 방송
- 고등래퍼 1 (2017) - 영상 심사 탈락
- 고등래퍼 2 (2018) - 영상 심사 탈락
- 고등래퍼 3 (2019) - Top6(3위)
- 사인히어 (2019) - Top15(13위)
- 쇼미더머니 9 (2020) - 1차 예선 탈락